# Christopher Clarke

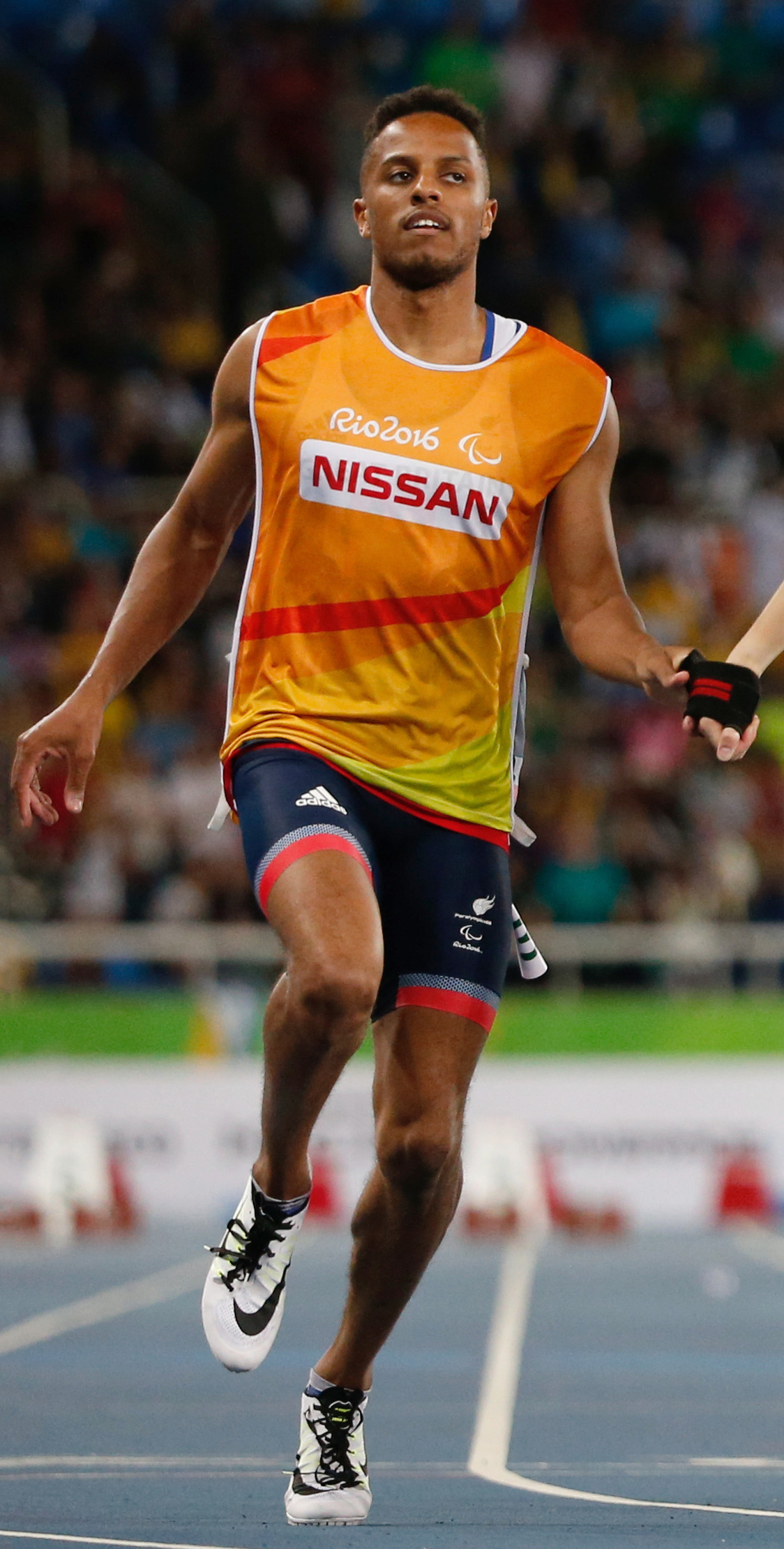
Christopher Clarke, Rio 2016

Christopher Clarke (auch: Chris Clarke; * 25. Januar 1990 in London) ist ein britischer Sprinter.

## Leben
Über 400 Meter wurde er 2007 Jugend-Weltmeister und 2008 Junioren-Europameister.
Sein erster großer Erfolg im Erwachsenenbereich ist die Bronzemedaille, die er mit der britischen Mannschaft bei den Hallenweltmeisterschaften 2010 in der 4-mal-400-Meter-Staffel gewann.
Christopher Clarke wird von Nick Dakin trainiert und startet für den Marshall Milton Keynes Athletic Club.

## Persönliche Bestzeiten
- 100 m: 10,45 s, 26. August 2007, London
- 200 m: 20,85 s, 30. Mai 2010, Vila Real de Santo António
  - Halle: 20,98 s, 9. Februar 2008, Sheffield
- 400 m: 45,59 s, 24. Juli 2009, Novi Sad
  - Halle: 47,14 s, 20. Februar 2010, Birmingham